# Michael Fleischer
Michael Fleischer (* 27. Februar 1908 in Bridgeport, Connecticut; † 5. September 1998) war ein US-amerikanischer Mineraloge und Geochemiker. Er ist insbesondere als Herausgeber des Glossary of Mineral Species bekannt.

## Leben
Fleischer studierte ab 1927 Chemie (mit Nebenfach Mineralogie) an der Yale University mit dem Bachelor-Abschluss 1930 und der Promotion 1933. Er wandte sich dann aber der Mineralogie und Geochemie zu. Zwei Jahre lang (1934 bis 1936) unterstützte er William Ebenezer Ford als Assistent in der Neuauflage von Dana´s System of Mineralogy. Danach war er am Geophysikalischen Labor in Washington, D.C. Ab 1939 war er dort beim United States Geological Survey als Geochemiker tätig. 1978 ging er in den Ruhestand und wurde bis 1995 Research Associate an der Smithsonian Institution in der Abteilung Mineralogie.
1976 erhielt er die Friedrich-Becke-Medaille und 1975 die Roebling Medal. Er war Präsident der Mineralogical Society of America (1952) (und deren Ehrenmitglied), der Geochemical Society (1964), 1971 Vizepräsident der Society for Environmental Geochemistry and Health und 1953 Vizepräsident der Geological Society of America und 1967 Präsident der Geological Society of Washington. Außerdem war er seit 1974 Mitglied der Leopoldina. 1953 bis 1957 war er Präsident der Kommission für Geochemie der International Union for Pure and Applied Chemistry. 1978 erhielt er die Distinguished Service Medal des US-Innenministeriums. 1971 wurde er Ehrenmitglied der Mineralogical Society of Great Britain and Ireland und 1969 der französischen mineralogischen Gesellschaft.
In den 1940er Jahren veröffentlichte er viel über Manganoxide, unter anderem über das als Gamma-Braunstein in Batterien verwendete Nsutit. 1944 bis 1947 leitete er die Gruppe des US Geological Survey, die nach Mineralrohstoffen für das Manhattan-Projekt suchte, meist in als geheim eingestuften Berichten niedergelegt. Auch später veröffentlichte er zur Geochemie der Lanthanoide. Das Mineral Fleischerit ist nach ihm benannt.
Er hatte ab 1941 die Kolumne New Mineral Names im American Mineralogist (damals unter dem Kürzel M. F., er übernahm die Rubrik von W. F. Foshag), mit einer zusätzlichen Rubrik Discredited Minerals.  In der Zeit von 1941 bis 1960 erkannte er nur 311 von 583 neu vorgeschlagenen Mineralnamen an, gleichzeitig aberkannte er bei 224 Mineralien den Namen. 1959 wurde er offiziell von der damals gegründeten International Mineralogical Union mit der Bewertung neuer Namen beauftragt als Vorsitzender von deren dafür zuständiger Kommission. Dieses Amt behielt er bis 1974 und war danach Ehrenpräsident. Er gab auch die Glossary of Mineral Species heraus. Sein Nachfolger in der Kommission war Akira Kato und danach Joseph Anthony Mandarino.
Bei seiner Arbeit kamen ihm gute Lese-Kenntnisse in Deutsch, Französisch und Russisch zugute und er übersetzte hunderte Aufsätze aus dem Russischen für den US Geological Survey. Ab 1932 leistete er Beiträge zu Chemical Abstracts und war Herausgeber für deren geochemische und mineralogische Beiträge.

## Schriften
- mit Ray E. Wilcox, John J. Matzko: Microscopic determination of the non opaque minerals, Washington D.C. 1984
- (Herausgeber) Data of geochemistry, US Geological Survey, Washington D.C. 12 Bände, 1962 bis 1979
- mit Raymond Parker: Geochemistry of Niobium and Tantalum, Washington D.C. 1968
- mit Robert Sprague Jones: Gold in minerals and the composition of native gold, US Geological Survey, Washington D.C. 1969
- mit Judith W. Frondel, Robert S. Jones: Glossary of uranium and thorium bearing minerals, Washington D.C., 4. Auflage 1967
- mit Sam Rosenblum: The distribution of rare-earth elements in minerals of the monazite family, Washington D.C. 1995
- Glossary of mineral species, Tucson, Arizona, Mineralogical Records, 7. Auflage 1995 (zuerst 1971, die Auflagen von 1991 und 1995 mit J. A. Mandarino)